# Schloss Alcsút

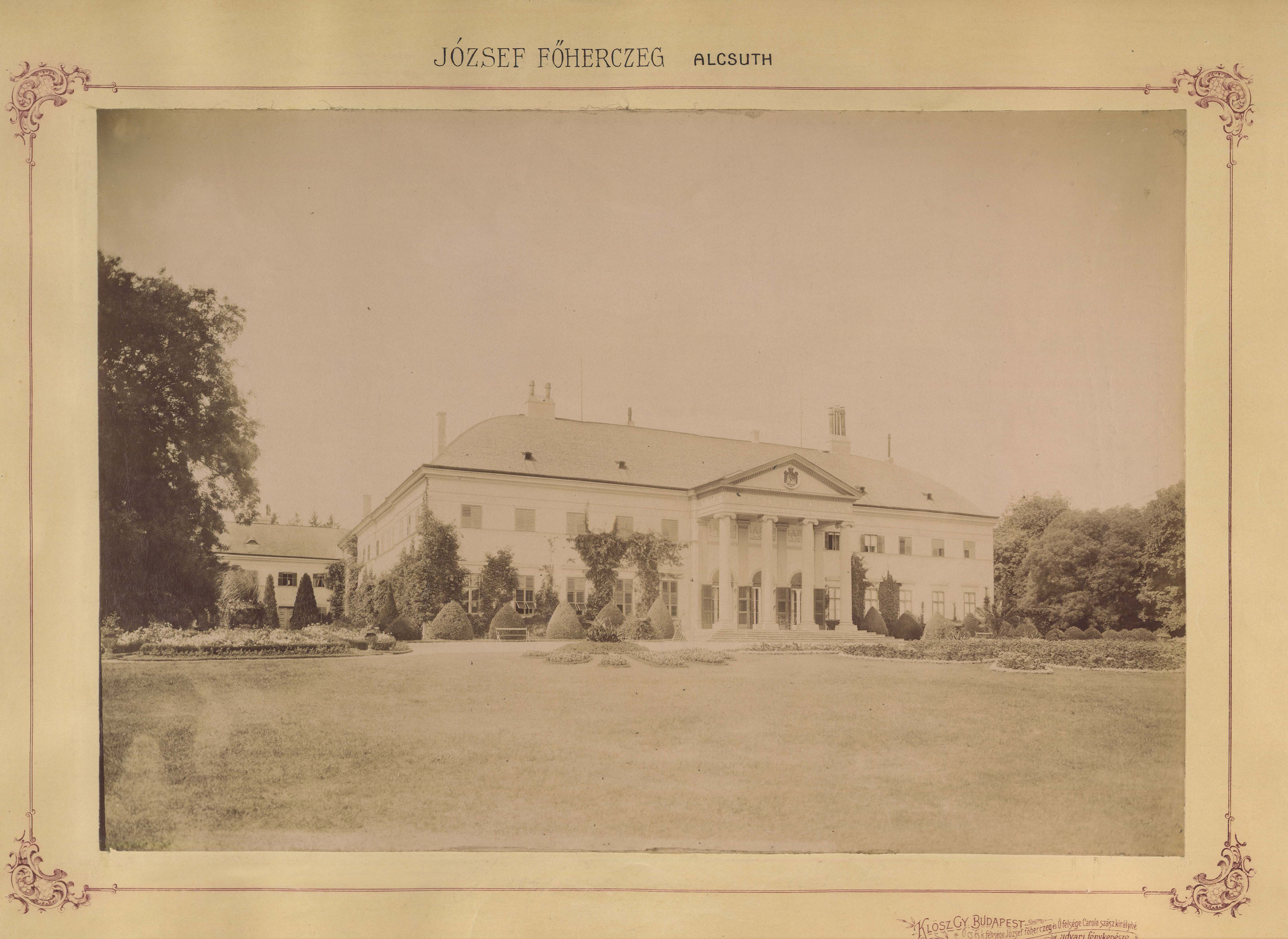
Schloss Alcsút rund 1899

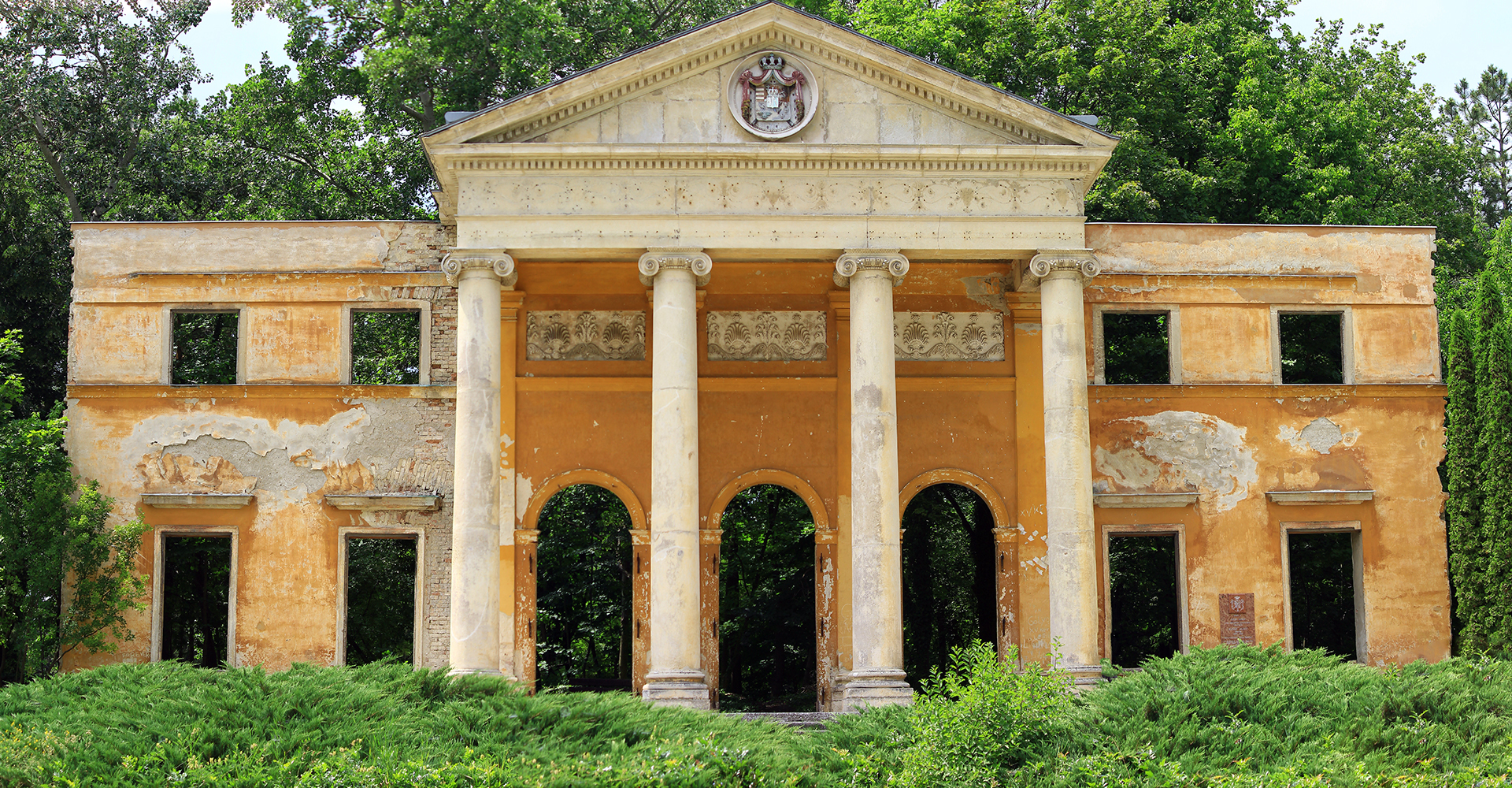
Portikus von Schloss Alcsút

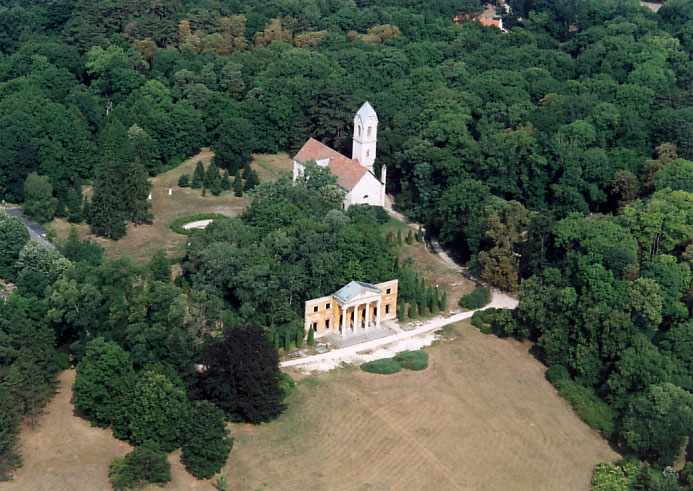
Luftbild des Schlosses samt Kapelle

Schloss Alcsút ist eine ehemalige königliche Residenz in der Gemeinde Alcsút, in Komitat Weißenburg, Ungarn.

## Geschichte
Am 20. September 1795 ernannte Kaiser Franz II. seinen jüngeren Bruder Erzherzog Joseph von Österreich zum Statthalter (Regent) von Ungarn. Ein Jahr später wurde er von den ungarischen Ständen beim Reichstag in Preßburg zum Palatinus von Ungarn gewählt. Dadurch wurde Erzherzog Joseph der Begründer der ungarischen Linie der Habsburger.
Palatin Joseph errichtete zwischen 1819 und 1827 nach den Plänen des bekannten Architekten Mihály Pollack (1773–1855) eine Sommerresidenz in reinem Stil des Klassizismus. Der Grundstein für diesen Bau wurde am 13. Juni 1820 gelegt. Die Bauarbeiten waren im Jahre 1826 abgeschlossen. Jedoch benötigte man ein volles Jahr, um die Inneneinrichtung auszuwählen und um das Schloss, das als Sommerresidenz gedacht war, einzurichten. Die Familie konnte das Schloß erst im Jahre 1827 erstmals beziehen. Erzherzog Joseph ließ auch die angrenzenden Wirtschaftsgebäude erbauen und richtete hier eine landwirtschaftliche Musterwirtschaft ein.
Palatin Josephs Sohn, Erzherzog Joseph Karl Ludwig führte in den 1870er Jahren weitere ausführliche Umbau- und Erweiterungsarbeiten durch. Er ließ neue Flügel anbauen, legte einen Innenhof an und baute die hintere Fassade des Schlosses im Stil des Eklektizismus um.
Am Ende des rechten Flügels des Schlosses befanden sich die im Stil des Klassizismus errichteten Stallungen. Als der Primas von Ungarn und Erzbischof von Gran János Simor dem Schloss einen Besuch abstattete, gefielen ihm diese Stallungen so sehr, dass er erklärte, dass diese auch für eine Kapelle geeignet wären. Aufgrund dieser Anregung ließ Erzherzog Joseph Karl Ludwig die Stallungen als Kapelle ausbauen. Mit den Umbauarbeiten wurde der Architekt Ferenc Storno beantragt. Zur Bauausführung kam es in den Jahren 1879 – 1880. Die neue Kapelle in neoromanischen Stil wurde am 27. November 1880 von Kardinal János Simor eingeweiht. Danach wurden am Ende des rechten Flügels in den letzten großen beiden Räumen das Archiv der ungarischen Habsburger sowie eine Bibliothek eingerichtet.
Die letzten Umbauarbeiten am Schloss fanden Anfang des 20. Jahrhunderts statt. Damals wurde der Hof als geschlossene Einheit fertiggestellt.

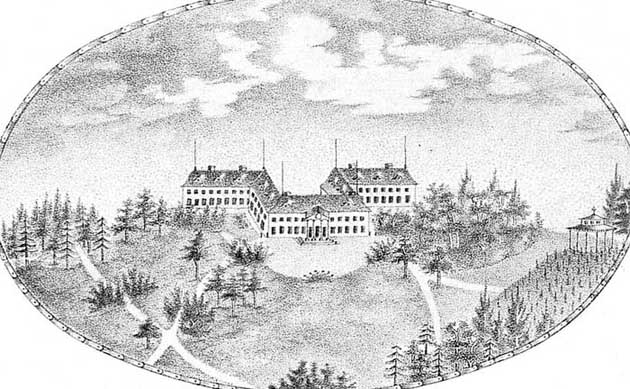
Schloss Alcsút im Jahre 1832

Das Haus wurde regelmäßig zwischen 1827 und 1944 von der Familie als Sommerresidenz genutzt. Jeder der Bewohner, beginnend mit Palatin Joseph, sowie dessen Nachfolger, hinterließ im Schloss seine Spuren. Im Laufe der Jahrzehnte enthielt das Schloss eine wertvolle Gemäldegalerie, zahlreiche Kunstgegenstände und Möbel der verschiedensten Stilepochen.
Erzherzogin Clothilde verstarb hier 1927.
Das Schloss und die Herrschaft Alcsút blieben bis zum Ende des Zweiten Weltkrieges im Eigentum der Familie Habsburg. Im Jahre 1944 sah sich die Familie gezwungen, das Schloss zu verlassen. Die Kinder schickten sie bereits im Oktober 1944 nach Deutschland. Am längsten blieben der letzte Inhaber der Herrschaft, Erzherzog Joseph Franz und dessen Gemahlin, die das Schloss erst am 19. Dezember 1944, kurz vor dem Einmarsch der Roten Armee, verließen. Am 23. Dezember 1944 wurde das Schloss von der Roten Armee besetzt. Danach wurde es von Einheimischen geplündert und das wertvolle Inventar ging gänzlich verloren. Nach der Besetzung Ungarns durch die Russen im Jahre 1945 wurde das Schloss eine Kommandantur der Roten Armee. In dieser Zeit ging das Schloss in Flammen auf und brannte völlig aus, wobei auch das wertvolle Familienarchiv verbrannte. Das brauchbare Baumaterial aus der Ruine wurde mit Wissen der damaligen kommunistischen Behörden in der zweiten Hälfte der 1940er Jahre von den Einwohnern der Umgebung gestohlen. Im Februar 1951 wurde die gesamte Ruine, mit Ausnahme der auch heute noch sichtbaren Hauptfassade abgetragen. Von den Resten des Schlosses ist heute nur noch der mit Säulen geschmückte Eingang (Portikus) erhalten geblieben. Die Schlosskapelle ist ein separates Gebäude und wurde ebenfalls schwer beschädigt. Erst dreißig Jahre später begann man mit den Restaurierungsarbeiten, die jedoch unfachmännisch und dilettantisch durchgeführt wurden. Vieles was noch zu retten gewesen wäre, ging dadurch verloren.

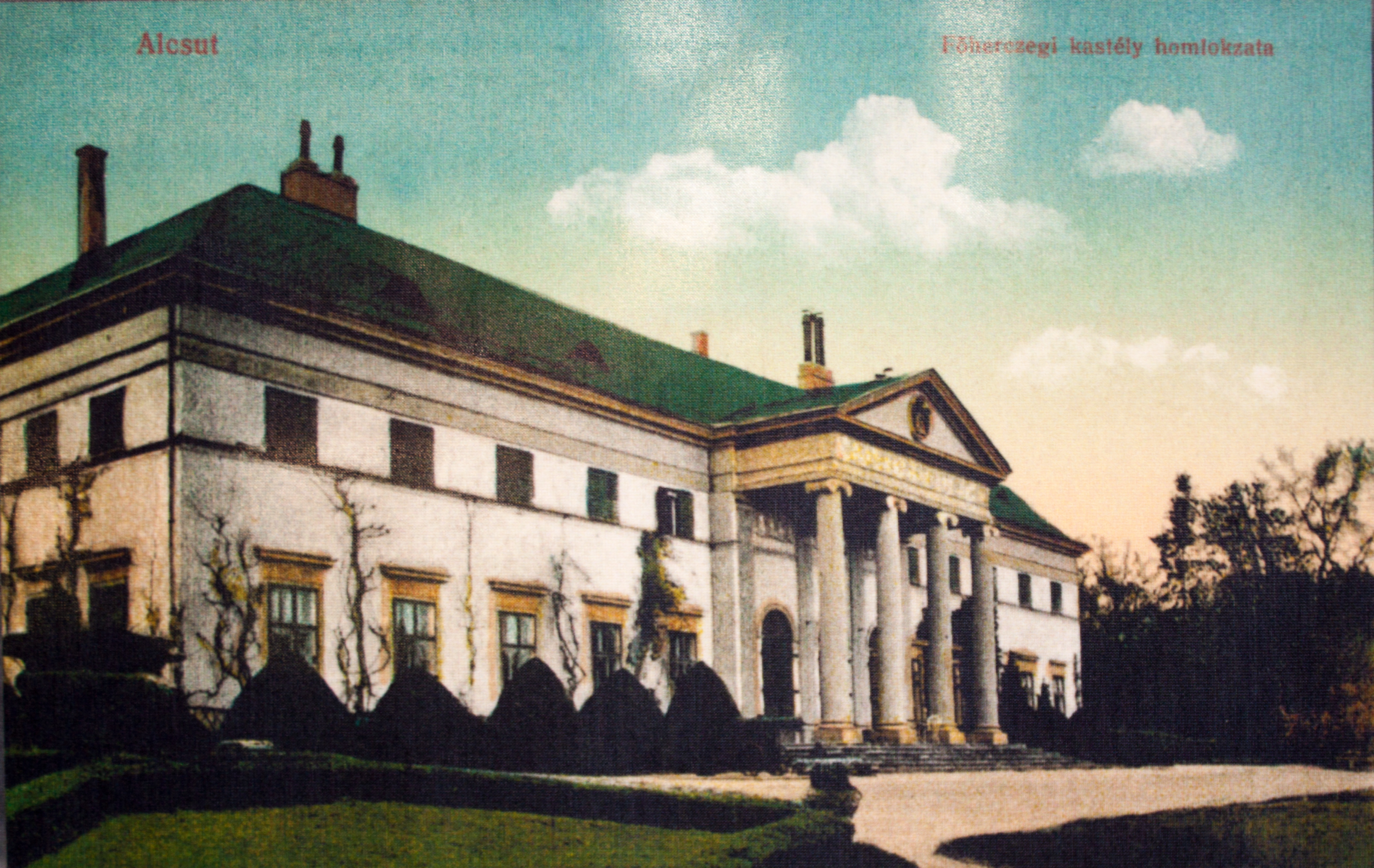
Schloss Alcsút vor der Zerstörung (historische Ansichtskarte)

Der ebenfalls vom Palatin Joseph 1825 angelegte Park – im Stil eines englischen Gartens – der das Schloss umgab, kann auch heute noch besichtigt werden. Im Park legte der Palatin ein Arboretum mit mehr als 300 verschiedenen seltenen Pflanzen an. In den 1840er Jahren kam der berühmte Hofgärtner Emil Fuchs (* 25. März 1830 in Várpalota, † 28. August 1896 in Budapest) nach Alcsút und gestaltete den Park in der Form, wie er auch heute noch zu sehen ist.
Erzherzog Joseph Carl Ludwig, der naturwissenschaftlich sehr begabt war, arbeitete die Pflanzen des Arboretums wissenschaftlich auf und veröffentlichte die Ergebnisse in dem Buch Arborethum Alcusthiense (Katalog der in Alcsuter Garten gepflanzten Bäume un Sträucher), welches 1892 in Klausenburg im Druck erschienen ist. (380 Seiten).
In den Jahren 1871–1872 wurde ein – nach Plänen von Nikolaus Ybl – 56 Meter langes Palmenhaus gebaut, in welchem seltene Pflanzen gelagert wurden. Der Park hat eine Größe von 40,5 ha. Es werden hier etwa 540 Baumarten gepflegt.